# Klaudia
Klaudia je žensko osebno ime.

## Izvor imena
Ime Klaudia je različica ženskega osebnega imena Klavdija.

## Pogostost imena
Po podatkih Statističnega urada Republike Slovenije je bilo na dan 31. decembra 2007 v Sloveniji število ženskih oseb z imenom Klaudia: 55.

## Osebni praznik
Osebe z imenom Klaudia lahko godujejo takrat kot osebe z imenom Klavdija.